# ثقافة أمريكا الشمالية
ثقافة أمريكا الشمالية هي كل مايعبر عن الشعوب الأصلية للقارة أو ما تاثرت به عقب الاستعمار الأوروبي من فنون على اختلاف أشكالها.

## موسيقى
- موسيقى امريكية
  - الموسيقى الأمريكية الأفريقية
  - الموسيقى الشعبية الأمريكية
  - الموسيقى الشعبية الأمريكية
  - موسيقى الكريول
- الموسيقى الكندية
  - موسيقى السكان الأصليين في كندا
- موسيقى كوستاريكا
- الموسيقى الكوبية
  - الموسيقى الشعبية الكوبية
- موسيقى الدومينيكان (دومينيكا)
- موسيقى الدومينيكان (جمهورية الدومينيكان)
- موسيقى غواتيمالا
- موسيقى هندوراس
- موسيقى السكان الأصليين لأمريكا الشمالية
- الموسيقى الجامايكية
- موسيقى مكسيكية
- موسيقى نيكاراغوا
- موسيقى سلفادورية

## الأساطير والفولكلور
- الفولكلور الأمريكي
  - فولكلور هاواي
  - أساطير هاواي
  - الفولكلور المكسيكي الأمريكي
- الأساطير الأمريكية
- الفولكلور الكندي
- الفولكلور الهندوراسي
- أساطير السكان الأصليين في الأمريكتين
- الحكايات الشعبية المكسيكية

## اللغات
الإنجليزية الأمريكية الشمالية (انظر الأنجلو أمريكا):
- الإنجليزية الأمريكية
- اللغة الإنجليزية الكندية
- الإنجليزية الجامايكية

فرنسي:
- الفرنسية الأمريكية
  - فرينشفيل فرينش
  - لويزيانا الفرنسية
  - ميسوري الفرنسية
  - مسكرات فرنسية
  - نيو إنجلاند الفرنسية (مجموعة متنوعة من الفرنسية الكندية المنطوقة في نيو إنغلاند)
- الكندية الفرنسية
  - كيبيك الفرنسية
  - أونتاريو الفرنسية
  - Métis الفرنسية
    - ميشيف

  - أكاديان فرنسي
    - شياك

  - برايون
  - نيوفاوندلاند الفرنسية
- الهايتية الفرنسية
- سان بارتليمي الفرنسية

الإسبانية:
- الإسبانية الأمريكية
  - Isleño الاسبانية
  - الأسبانية المكسيكية الجديدة
- الكناري الاسبانية
- منطقة البحر الكاريبي الاسبانية
- أمريكا الوسطى الإسبانية
- كوستاريكا الاسبانية
- الكوبي الاسباني
- الدومينيكان الاسبانية
- غواتيمالا الاسبانية
- الاسبانية المكسيكية
- الأسبانية البورتوريكية

اللغات الكريولية:
- الكريول الأنتيلية
- الكريولية الهايتية
- الكريولية الجامايكية
- كريول لويزيانا
- بابيامنتو
- سبانجليش

لغات السكان الأصليين:
- كري
- اوجيبوي

## المؤلفات
- الأدب الأمريكي
- الأدب الكندي
  - أدب السكان الأصليين في كندا
- أدب كوستاريكا
- الأدب الكوبي
- الأدب الغواتيمالي
- الأدب الهندوراسي
- الأدب الجامايكي
- الأدب المكسيكي

## ملابس
- ملابس أمريكية (ملابس غربية)
- الموضة الأمريكية
- أزياء أمريكية أصلية

## أطباق
- مطبخ أمريكي
- المطبخ الكندي
  - المطبخ الفرنسي الكندي
- مطبخ دومينيكا
- المطبخ الجامايكي
- المطبخ المكسيكي
  - المطبخ المكسيكي في الولايات المتحدة

## رموز
- رموز الولايات المتحدة
- رموز كندا
  - رموز ألبرتا
  - رموز كولومبيا البريطانية
  - رموز مانيتوبا
  - رموز نيوفاوندلاند ولابرادور
  - رموز الأقاليم الشمالية الغربية
  - رموز نوفا سكوشا
  - رموز نونافوت
  - رموز أونتاريو
  - رموز جزيرة الأمير إدوارد
  - رموز كيبيك
  - رموز ساسكاتشوان
  - رموز يوكون
- رموز المكسيك

## روابط خارجية
- تاريخ وثقافة أمريكا الشمالية